# Antônio Lúcio Pegoraro
Antônio Lúcio Pegoraro (São Paulo, 1 de abril de 1929) é um pintor, restaurador e desenhista brasileiro. Foi restaurador do Museu do Ipiranga entre 1958 e 1991, ficando conhecido por seu trabalho de restauração e conservação da pintura Independência ou Morte, de Pedro Américo. Seu trabalho de restauração inclui também afrescos de Cândido Portinari e obras de Aleijadinho.
Seu trabalho autoral conta com pinturas de cores e traços marcantes, de teor expressionista e fovista.

## Juventude
Pegoraro nasceu no bairro Sacomã, em São Paulo, em 1 de abril de 1929, filho do mecânico Ângelo Pegoraro e da lavadeira Genoefa Bruenelli Pegoraro. Antônio Lúcio era o irmão mais velho de dois irmãos e uma irmã. Nasceu com um problema de audição que dificultou seu desempenho na escola e sua integração social. Mudou-se para Mauá com a família que fugiam da Revolução de 1932 na capital paulista, morando posteriormente em sua juventude nos bairros do Cambuci e do Ipiranga. Já na vida adulta, morou em São Caetano do Sul por mais de 40 anos. Desde jovem, Pegoraro demonstrava interesse e curiosidade pelas artes e seu aprendizado autodidata foi complementado por visitas que realizava ao Museu Paulista com seu padrinho aos domingos.
Em 1945, ingressou em um ateliê de fundição de bronze especializado em estátuas e monumentos para cemitérios e praças públicas, no qual aprendeu sobre modelagem em argila, cera e bronze. No ano seguinte, tornou-se aprendiz na Fundição Mettello Benedetti, no bairro do Ipiranga. À noite, estudava no ateliê de Alfredo Oliani, conhecido por trabalhar com jovens de origem operária, no qual teve contato com as técnicas de gravura, escultura, desenho e pintura. A
abordagem interdisciplinar do Ateliê Oliani permitiu que Pegoraro tivesse aulas com artistas como Vincenzo Mecozzi, Pedro Alzaga e Valdemar Amarante.
Trabalhou por pouco tempo na empresa Vitrais Conrado Sorgenicht AS e desenvolvendo cartazes de filmes para o Cine Metrô. Em paralelo à sua produção artística, Pegoraro trabalhou como motorista de caminhão e como chofer na Praça da República, em São Paulo. Durante o período em que foi motorista, pintou paisagens que via nas estradas e realizou trabalho esporádicos de restauração de telas para encomendas particulares.

## Carreira
Pegoraro iniciou sua carreira no Museu do Ipiranga após encontro com Oswald de Andrade Filho, filho do escritor Oswald de Andrade, na praça da República, em São Paulo, em 1958. Oswald reconheceu o talento artístico nos croquis do motorista e o indicou para o cargo no museu, no qual o estudo e a experiência de Pegaroro em restaurações em diversos materiais foi valorizada. Pegaroro permaneceu no cargo por trinta e três anos, até 1991.
Durante sua carreira no Museu Paulista, Pegaroro trabalhou com diversas obras do acervo, estudando suas técnicas e histórias. Destaca-se o trabalho de restauração e conservação que realizou na obra Independência ou Morte, de Pedro Américo, em 1967. Também cuidou de obras de Benedito Calixto sob a guarda do museu e na maquete São Paulo em 1841, do artista holandês Henrique Bakkenist. Trabalhou com gravuras, fotografias, móveis e documentos, além de pinturas.
Em 1964, realizou estágio de dois anos no Rio de Janeiro sob os cuidados do professor Edson Motta na Escola Nacional de Belas Artes e no Setor de Conservação e Restauração de Arte do antigo Serviço do Patrimônio Histórico e Artístico Nacional, atual IPHAN. Esteve em contato com restauradores do Museu de Petrópolis e teve seu talento reconhecido por Carlos Lacerda, governador do Rio de Janeiro à época.
Em paralelo às suas atividades no museu, participou de exposições individuais e coletivas com suas obras autorais. Sua primeira exposição individual ocorreu no Gabinete de Leitura do Museu Histórico Sorocabano em 1969. Foi descoberto no ano seguinte pela artista plástica Wega Nery, que organizou junto a Paulo Prado Neto e Geraldo Ferraz sua segunda exposição individual no Centro Cultural Brasil-Estados Unidos, em Santos. Realizou outras exposições na sala Aliança Francesa, na Minigaleria Piada e na Galeria Paulo Prado.

## Crítica
Pegaroro encontrou inspiração para suas obras marcadas pelos tons azuis e vermelhas em artistas como Van Gogh e Gauguin e no movimento impressionista. Considerava-se um fovista pelo uso de cor pura. Já a crítica o considerou um artista pós-impressionista e neo-expressionista, embora não se encaixasse em alguma escola artística específica, destacando o uso consciente de pigmentos provindo de sua experiência técnica como restaurador. Além do cuidado com as tintas, Pegoraro também montava a estrutura de suas próprias telas. Destaca-se em suas obras o uso de cores vibrantes e traços fortes:
" Sua pintura pessoal é livre, de uma liberdade delirante, com pinceladas grossas, tinta escorrendo sobre a tela, cores festivas, gestos bruscos, nervosos; sensibilidade absolutamente moderna. (...) Algo de muito rústico domina suas telas: o tecido grosso se impondo sob a tinta espessa, o gesto vital e categórico, uma força viril emanando de cada objeto. Nesta exposição vamos encontrar mais uma vez Pegoraro às voltas com o seu repertório tradicional: o cais noturno, seus armazéns abandonados, ruas molhadas por uma tempestade que já passou pois a lua brilha sensualmente entre cordas, mastros, bandeiras e cabos de aço. (...) O saldo final nos mostra um grande artista dilacerado entre a inquietação espiritual e um desesperado desejo de paz."

## Exposições
Exposições individuais
- Pegoraro (1980)[2]
- Antonio Lúcio Pegoraro: uma pequena retrospectiva (2006)[4]

Exposições coletivas
- 11º Salão Anual de Pintura (1952) - Menção Honrosa[5]
- 19º Salão Paulista de Belas Artes (1954)[6]
- Salão Paulista de Belas Artes (1960) - Menção Honrosa[7]
- Salão Paulista de Belas Artes (1961) - Medalha de Bronze[8]
- 2º Salão de Arte Contemporânea de Santo André (1969)[9]
- 3º Salão de Arte Contemporânea de Santo André (1970)[10]
- 15º Salão de Arte Contemporânea de Santo André (1987) - Menção Especial do Júri[11]